# Cara Buono
Cara Buono, född 1 mars 1971 i Greenwich Village, är en amerikansk skådespelare. Hon har bland annat spelat rollen som Dr. Faye Miller i den fjärde säsongen av AMC-dramaserien Mad Men, Kelli Moltisanti i sjätte säsongen av Sopranos, Linda Salvo i komedin Artie Lange's Beer League och Karen Wheeler i Netflix-serien Stranger Things. Hon har också medverkat i filmer som Hulk (2003) och Let Me In (2010).

## Bakgrund och familj
Buono är född och uppvuxen i Bronx, New York i en familj på två bröder och en syster. Hon är av italiensk härkomst. Hon utbildade sig på Fiorello H. LaGuardia High School och tog sin examen på Columbia University 1995. Hon gjorde sin debut som skådespelare i Harvey Fiersteins Spookhouse vid 12 års ålder.

## Karriär
Buono fortsatte sitt scenarbete på både Broad Way och Off Broadway, och började sin filmkarriär i Waterland (1992). Mycket av hennes arbete har varit i indiefilmer som Chutney Popcorn (1999), Happy Accidents (2000), Next Stop Wonderland (1998) och Two Ninas (1999), där hon också var medproducent. År 1999 spelade hon en liten roll som ung Gerry Cummins i TV-filmen Deep in My Heart.
Hon spelade huvudrollen i den sista säsongen av NBC-dramaserien Tredje skiftet som Grace Foste. Hon spelade också mamman till Bruce Banner i Ang Lees filmatisering av Marvel Comics' Hulk (2003).
Hon spelade rollen som Kelli, hustru till Christopher Moltisanti (Michael Imperioli), i den tvådelade avslutningssäsongen i HBO-dramaserien Sopranos, som sändes under 2006 och 2007. Dessutom spelade hon rollen som Dr. Faye Miller i den fjärde säsongen av AMC-dramaserien Mad Men, för vilken hon fick en Emmy-nominering för enastående gästskådespelerska i en dramaserie 2011.

## Filmografi

### Filmer
| År   | Titel                       | Roll                | Anmärkningar |
| ---- | --------------------------- | ------------------- | ------------ |
| 1992 | Gladiator                   | Dawn                |              |
| 1992 | Waterland                   | Judy Dobson         |              |
| 1994 | Cowboy Way                  | Teresa Salazar      |              |
| 1995 | Killer: A Journal of Murder | Esther Lesser       |              |
| 1995 | Kicking and Screaming       | Kate                |              |
| 1997 | Made Men                    | Toni-Ann Antonelli  |              |
| 1998 | Next Stop Wonderland        | Julie               |              |
| 1998 | River Red                   | Rachel              |              |
| 1999 | Man of the Century          | Virginia Clemens    |              |
| 1999 | Two Ninas                   | Nina Cohen          |              |
| 1999 | Chutney Popcorn             | Janis               |              |
| 2000 | Happy Accidents             | Bette               |              |
| 2000 | Takedown                    | Christina Painter   |              |
| 2000 | Attention Shoppers          | Claire Suarez       |              |
| 2003 | Hulk                        | Edith Banner        |              |
| 2004 | From Other Worlds           | Joanne Schwartzbaum |              |
| 2006 | Artie Lange's Beer League   | Linda Salvo         |              |
| 2007 | Cthulhu                     | Dannie Marsh        |              |
| 2010 | Betrayed                    | Amy Waite           | Kortfilm     |
| 2010 | Stuff                       | Madeline            | Kortfilm     |
| 2010 | Let Me In                   | Owens mor           |              |
| 2012 | The Discoverers             | Nell                |              |
| 2014 | A Good Marriage             | Betty Pike          |              |
| 2015 | Paper Towns                 | Connie Jacobsen     |              |
| 2015 | Half the Perfect World      | Sonia               |              |
| 2017 | All Saints                  | Aimee Spurlock      |              |
| 2018 | Monsters and Men            | Stacey              |              |

### TV
| År        | Titel                                  | Roll                   | Anmärkningar |
| --------- | -------------------------------------- | ---------------------- | --- |
| 1989      | Dream Street                           | Joann                  | 2 avsnitt |
| 1991      | CBS Schoolbreak Special                | Abby Morris            | Avsnitt: "Abby, My Love" Nominerad—Daytime Emmy Award for Outstanding Performer in a Children's Special |
| 1992      | I'll Fly Away                          | Diane                  | 3 avsnitt |
| 1993      | Tribeca                                | Rose Polito            | Avsnitt: "The Hopeless Romantic" |
| 1993      | Victim of Love: The Shannon Mohr Story | Tracey Lien            | Television film |
| 1995      | The Single Guy                         | Christie               | Avsnitt: "Tennis" |
| 1996      | New York Undercover                    | Connie                 | Avsnitt: "A Time to Kill" |
| 1996      | Law & Order                            | Shelly Taggert         | Avsnitt: "Girlfriends" |
| 1998      | Law & Order                            | Alice Simonelli        | Avsnitt: "Punk" |
| 1999      | Deep in My Heart                       | Young Gerry Cummins    | Television film |
| 2001      | Family Law                             | Carly Hanson           | Avsnitt: "Intentions" |
| 2002      | Law & Order: Criminal Intent           | Charlotte Fielding     | Avsnitt: "Phantom" |
| 2002      | CSI: Crime Scene Investigation         | Tracy Logan            | Avsnitt: "Chasing the Bus" |
| 2003      | Miss Match                             | Michelle Schiff        | Avsnitt: "The Love Bandit" |
| 2004      | Six Months to Live                     | Alice                  | Avsnitt: "1.1" |
| 2004–2005 | Third Watch                            | Grace Foster           | 22 avsnitt |
| 2006–2007 | Sopranos                               | Kelli Moltisanti       | 7 avsnitt |
| 2007      | I lagens namn                          | Attorney Shannon       | Avsnitt: "Melting Pot" |
| 2007      | Queens Supreme                         | Bettina Martinelli     | Avsnitt: "That Voodoo That You Do" |
| 2007      | The Dead Zone                          | Sheriff Anna Turner    | 6 avsnitt |
| 2008      | Law & Order: Special Victims Unit      | Rachel Zelinsky        | Avsnitt: "Unorthodox" |
| 2008      | The Unquiet                            | Julie Bishop           | Television film |
| 2009      | Cityakuten                             | Lisa Salamunovich      | Avsnitt: "And in the End..." |
| 2009      | NCIS                                   | Navy Cdr. Sarah Resnik | Avsnitt: "Power Down" |
| 2010      | Mad Men                                | Faye Miller            | 10 avsnitt Nominerad—Primetime Emmy Award for Outstanding Guest Actress in a Drama Series Nominerad—Screen Actors Guild Award for Outstanding Performance by an Ensemble in a Drama Series                              |
| 2011      | Brothers & Sisters                     | Rose                   | 3 avsnitt |
| 2011      | Hawaii Five-0                          | Agent Allison Marsh    | Avsnitt: "Ho'opa'i" |
| 2011      | A Gifted Man                           | Carol Gordan           | Avsnitt: "In Case of Discomfort" |
| 2012      | Drew Peterson: Untouchable             | Kathleen Savio         | Television film |
| 2013      | Castle                                 | Siobhan O'Doul         | Avsnitt: "The Wild Rover" |
| 2013      | The Good Wife                          | Charlene Peterson      | Avsnitt: "A More Perfect Union" |
| 2014      | The Carrie Diaries                     | Penny                  | Avsnitt: "Hungry Like the Wolf" |
| 2014      | Elementary                             | Sarah Cushing          | Avsnitt: "Ears to You" |
| 2014–2015 | Person of Interest                     | Martine Rousseau       | 8 avsnitt |
| 2015      | The Mysteries of Laura                 | Julia Davis            | Avsnitt: "The Mystery of the Taken Boy" |
| 2016–     | Stranger Things                        | Karen Wheeler          | Återkommande roll Screen Actors Guild Award for Outstanding Performance by an Ensemble in a Drama Series (2016) Nominerad—Screen Actors Guild Award for Outstanding Performance by an Ensemble in a Drama Series (2017) |
| 2017      | The Blacklist: Redemption              | Anna Copeland          | Avsnitt: "Leland Bray" |
| 2017      | Bull                                   | Amaya Andrews          | Avsnitt: "The Illusion of Control" |
| 2018      | The Romanoffs                          | Debbie Newman          | Avsnitt: "Bright and High Circle" |
| 2019      | Supergirl                              | Gamemnae               | Återkommande roll |